# 駅家

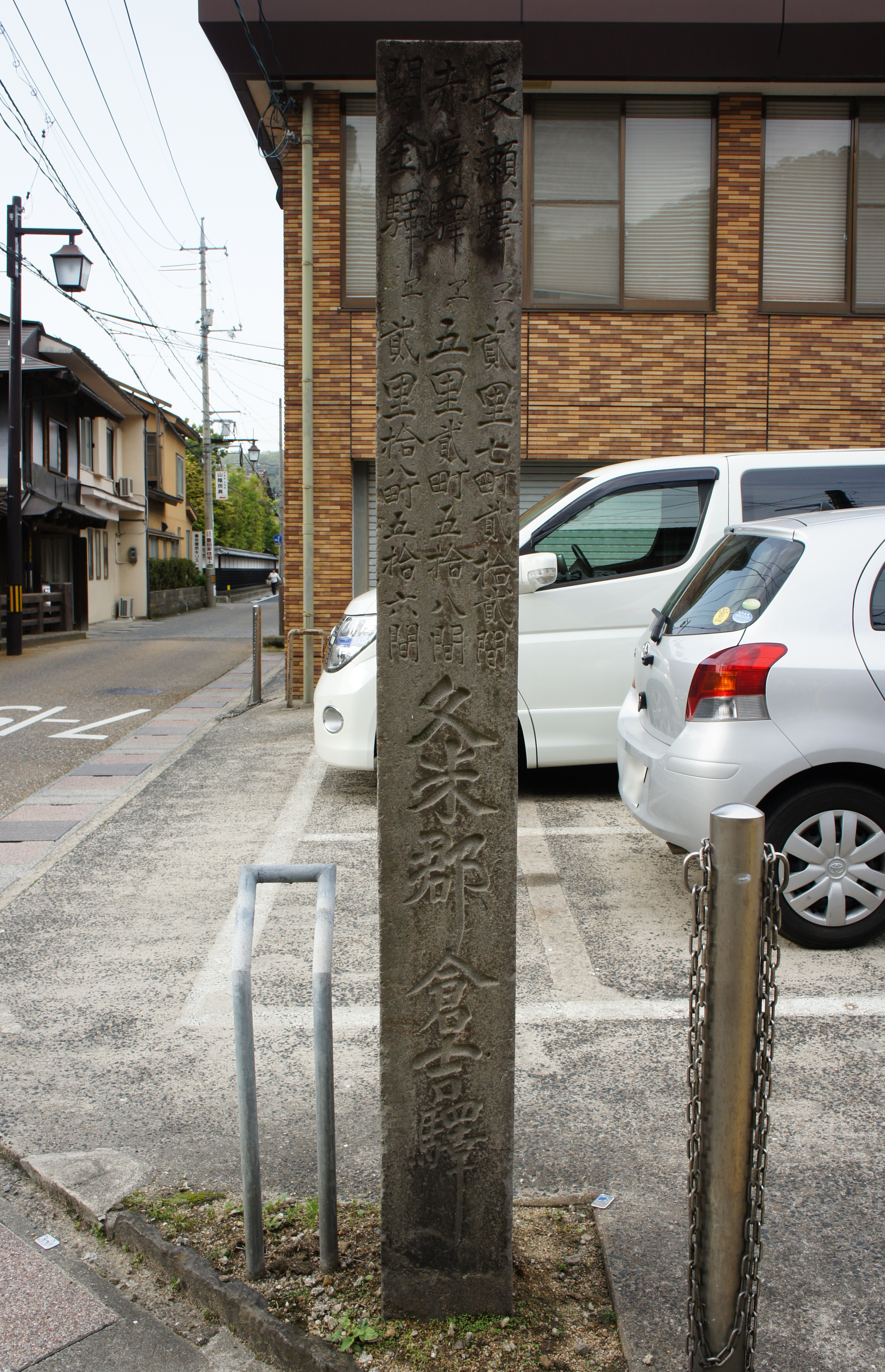
久米郡倉吉驛跡（鳥取県倉吉市）の道標。近隣の長瀬驛、赤崎驛、関金驛までの距離が記されている。

駅家（えきか/うまや）とは、古代日本の五畿七道の駅路沿いに整備された施設。単に駅（えき）とも称する。

## 概要
厩牧令によれば、原則として30里（現在の約16キロメートル）ごとに駅家が設置され（御坂峠を挟んだ東山道の美濃国坂本駅と信濃国阿知駅は74里（約40キロメートル）離れているが、山陽道は駅間の平均距離は短いなど、実際の駅間距離はそれぞれの事情によった）、駅路に面して駅門を開き周りを築地で囲む構造（「院」）になっていたことから、「駅家院」と記される場合もあった。兵部省の管轄下にあり、実際の運営には現地の国司も関与していた。駅家の運営・修繕のために当初は駅稲（駅起稲）より、官稲混合後は現地国の正税より出挙が行われ、その利息が財源に充てられた。ただし、その体制は天平宝字年間には早くも揺らぎ始め、駅子・駅馬の疲弊や官人の規定に反する違法乗用などが確認されている。平安時代の法令集である『延喜式』には、402の駅（駅家）が設置されていたことが記されている。ただし、『延喜式』は10世紀初期の規定であり、延暦年間以後進められた駅家の統廃合や新設などの影響で時期によって駅家の総数は異なっていたと考えられている。
駅家には駅使が往来に必要とする駅馬とその乗具及び駅子が準備され、駅馬を飼育するための厩舎や水飲場、駅長や駅子が業務を行ったり詰めたりするための部屋、駅使が宿泊・休憩を取るための施設および彼らに食事を提供するための給湯室や調理場、それらの施設を運営するために必要な物資（秣・馬具・駅稲・酒・塩など）を収納した倉庫などが設置され、中には楼（駅楼）を備えた施設もあった。また、蕃客（外国からの使節）が大宰府から都（この頃は平城京から長岡京への遷都が行われた時期でもあった）に移動する際に用いられていた山陽道の駅家は建物は瓦葺で壁は塗壁とされていた。原則として駅使とその従者のみが駅家の利用を許されていたが、公私の目的を問わず位階・勲位を持つ者が旅行中に駅家で宿泊することは例外的に許されていた。
駅馬は大路の駅には20疋、中路の駅には10疋、小路の駅には5疋配置されるのが原則であったが、駅そのものが持つ地理的条件などによっても増減があった。また、川沿いの駅には駅船が配置されていた。また、駅長や駅子は駅家周辺に置かれていた駅戸から出され、その中でも経験豊富で資力もある有力者が駅長を務めていた。大きな規模の駅の場合、付近にある郷全体が駅戸である場合もあった（駅家郷）。また、周辺には駅田（駅起田・駅料田）が置かれていた。
兵庫県内では、たつの市の小犬丸遺跡は発掘調査の結果、山陽道の播磨国布勢駅家であることが確認され、続いて上郡町の落坂遺跡が同じ播磨国の野磨駅家、加古川市の古大内遺跡が賀古駅家であると判断されるなどかつての播磨国内の山陽道沿いで4か所の駅家の比定が行われたが、こうした事例は少ない。その背景には郡家が駅家の業務を兼ねているものや駅長の私宅が駅家に充てられたものも少なくなかったために、駅家の施設部分とそれ以外の部分（郡家施設や駅長およびその家族の私的空間）との判別が困難なことによる。
また、大分県宇佐市を流れる駅館川や佐賀県神埼市にある駅ケ里は駅家もしくはその関連施設が地名化して現在に残った可能性があるとされる。

## 駅家の運営
古代の駅は兵部省の管轄下にあり、監督業務は現地の国司が担当し、実際の業務は駅戸と呼ばれる駅周辺の農家が行い、そのうち富裕で経験豊富な1名が駅長に任ぜられた。駅長の職務は駅使の送迎・接待、駅馬・駅子・駅船の用意、駅家・駅田の管理、駅稲の収納・支出など、駅家に関する運営業務全般を扱った。駅長は終身制であったが、駅長の死去もしくは老病などによる駅長の交替時に駅馬やその他駅家の備品を欠失させていた場合には、前任の駅長（あるいはその家族）がその欠失分を弁償しなければならなかった（天災などの不可抗力によるものは除く）。その代わり、在任中の課役（庸・調・雑徭）は免除されることになっていた。
菅原道真が「駅長莫驚時変改 一栄一落是春秋（駅長驚くことなかれ 時の変わり改まるを 一栄一落、これ春秋）」という漢詩を読んでいるが、これは藤原時平の陰謀によって失脚し、大宰府へ流された道真が、流されていく途中で立ち寄った駅家の駅長の同情に対して答えたものである。